# Abacena chorrera
Abacena chorrera är en fjärilsart som beskrevs av William Schaus 1916. Abacena chorrera ingår i släktet Abacena och familjen nattflyn. Inga underarter finns listade i Catalogue of Life.